# Did Jah Miss Me?!?
| Recensione | Giudizio |
| ---------- | -------- |
| AllMusic   |          |

Did Jah Miss Me?!? è un album del tastierista statunitense Tom Coster, pubblicato dall'etichetta discografica Headfirst Records nel 1989.

## Tracce

### LP
Lato A
1. Ant Dance – 5:13 (musica: Tom Coster)
2. It's Just a Matter of Love – 4:44 (musica: Tom Coster)
3. Did Jah Miss Me?!? – 5:00 (musica: Tom Coster, Jr.)
4. Bad Short – 4:37 (musica: Tom Coster, Jr.)
5. Funk Me Up – 3:04 (musica: Tom Coster, Tom Coster, Jr.)

Lato B
1. Tommy – 4:08 (musica: Tom Coster, Jr.)
2. La luna bella – 4:05 (musica: Tom Coster, Tom Coster, Jr.)
3. Tell Me Why – 4:17 (musica: Tom Coster)
4. The Thang – 4:14 (musica: Tom Coster, Jr.)
5. In a Smoke Filled Room – 6:47 (musica: Tom Coster, Jr.)

## Formazione
- Tom Coster – tastiere
- Tom Coster, Jr. – tastiere
- Ernie Watts – sassofono alto, sassofono soprano, sassofono tenore, yamaha WX-7 wind driver
- Frank Gambale – chitarra acustica, chitarra elettrica
- Randy Jackson – basso elettrico
- Dennis Chambers – batteria
- Steve Smith – batteria (brani: "La luna bella" e "In a Smoke Filled Room")
- Larry Grenadier – contrabbasso (brano: "In a Smoke Filled Room")

Note aggiuntive
- Tom Coster e Tom Coster, Jr. – produttori
- Registrazioni e mixaggi effettuati al "Fantasy Studios", Berkeley (California)
- Wally Buck – ingegnere delle registrazioni, preparazione masterizzazione digitale nastri
- Bernie Grundman – mastering (Bernie Grundman Mastering Studio)
- John Dittrich – art direction copertina album originale
- John Kleber – illustrazione copertina album originale
- Eric Weber – foto copertina album originale [2]